# KF Laç
Ne doit pas être confondu avec FK Lac.
Maillots
Le Klubi i Futbollit Laçi (en français, KF Laç) est un club albanais de football basé à Laç.

## Historique du club
- 1960 - fondation du club sous le nom de KS Industriali Laçi
- 1992 - 1re participation en Super League
- 1992 - le club est renommée KS Laçi
- 1997 - le club est renommée KF Laçi

## Bilan sportif

### Palmarès
- Championnat d'Albanie : 
  - Vice-champion : 2022

- Coupe d'Albanie : 
  - Vainqueur : 2013 et 2015
  - Finaliste : 2016, 2018 et 2022

- Supercoupe d'Albanie : 
  - Vainqueur : 2015
  - Finaliste : 2013 et 2018

### Bilan européen
Note : dans les résultats ci-dessous, le score du club est toujours donné en premier
| Saison    | Compétition             | Tour             | Club                     | Domicile | Extérieur | Total             |
| --------- | ----------------------- | ---------------- | ------------------------ | -------- | --------- | ----------------- |
| 2010-2011 | Ligue Europa            | Premier tour Q   | Dniepr Mahiliow          | 1 - 1    | 1 - 7     | 2 - 8             |
| 2013-2014 | Ligue Europa            | Premier tour Q   | FC Differdange 03        | 0 - 1    | 1 - 2     | 1 - 3             |
| 2014-2015 | Ligue Europa            | Premier tour Q   | Rudar Velenje            | 1 - 1 ap | 1 - 1     | 2 - 2 (3 - 2 tab) |
| 2014-2015 | Ligue Europa            | Deuxième tour Q  | Zorya Louhansk           | 0 - 3    | 1 - 2     | 1 - 5             |
| 2015-2016 | Ligue Europa            | Premier tour Q   | Inter Bakou              | 1 - 1    | 0 - 0     | 1 - 1E            |
| 2018-2019 | Ligue Europa            | Premier tour Q   | Anorthosis Famagouste    | 1 - 0    | 1 - 2     | 2E - 2            |
| 2018-2019 | Ligue Europa            | Deuxième tour Q  | Molde FK                 | 0 - 2    | 0 - 3     | 0 - 5             |
| 2019-2020 | Ligue Europa            | Premier tour Q   | Hapoël Beer-Sheva        | 1 - 1    | 0 - 1     | 1 - 2             |
| 2020-2021 | Ligue Europa            | Premier tour Q   | Keşla FK                 | N/A      | 0 - 0 ap  | 0 - 0 (5 - 4 tab) |
| 2020-2021 | Ligue Europa            | Deuxième tour Q  | Hapoël Beer-Sheva        | 1 - 2    | N/A       | 1 - 2             |
| 2021-2022 | Ligue Europa Conférence | Premier tour Q   | FK Podgorica             | 3 - 0 ap | 0 - 1     | 3 - 1             |
| 2021-2022 | Ligue Europa Conférence | Deuxième tour Q  | CS Universitatea Craiova | 1 - 0    | 0 - 0     | 1 - 0             |
| 2021-2022 | Ligue Europa Conférence | Troisième tour Q | RSC Anderlecht           | 0 - 3    | 1 - 2     | 1 - 5             |
| 2022-2023 | Ligue Europa Conférence | Premier tour Q   | Iskra Danilovgrad        | 0 - 0    | 1 - 0     | 1 - 0             |
| 2022-2023 | Ligue Europa Conférence | Deuxième tour Q  | Petrocub Hîncești        | 1 - 4    | 0 - 0     | 1 - 4             |

Légende
- Victoire ou qualification pour le tour suivant
- Match nul
- Défaite ou élimination de la compétition

## Logos de l'histoire du club

Logo n°1

## Anciens joueurs
- Edmond Dosti
- Ismet Munishi